# William Whitaker
William Whitaker (Londra, 4 maggio 1836 – Croydon Surrey, 15 gennaio 1925) è stato un chimico e geologo inglese.

## Biografia
Whitaker studiò alla St Albans School di St Albans (Hertfordshire) e all'University College di Londra, dove nel 1855 conseguì la laurea in Chimica.
Divenne quindi geologo, specializzandosi inizialmente nel rilevamento e nella sorveglianza dei corsi d'acqua e nella cartografia.
La sua ricerca approfondita, l'ampia conoscenza e le sue numerose pubblicazioni, in particolare la sua The Geology of London and of Part of the Thames Valley (1889), lo hanno fatto definire da alcuni "il padre dell'idrogeologia inglese".
Andò in pensione nel 1896, pur continuando a lavorare come ingegnere idraulico.
Fu eletto membro della Geological Society nel 1859 e membro della Royal Society (Fellow of Royal Society - FRS) nel 1883.  
Fu presidente di numerose società, tra le quali anche l'Associazione dei Geologi e la Geological Society (1898-1900).

## Onorificenze
Nel 1886 gli fu assegnata la Medaglia Murchison e nel 1923 la Medaglia Wollaston. 